# أتيمار
أتيمار (بالروسية: Атемар) هي مدينة في مقاطعة موردوفيا في روسيا.